# پت گورمن
پت گورمن (انگلیسی: Pat Gorman؛ ‏ ۱۹۵۰ – ۹ اکتبر ۲۰۱۸) بازیگر اهل بریتانیا بود.
از فیلم‌ها یا برنامه‌های تلویزیونی که وی در آن نقش داشته‌است، می‌توان به جنگ و صلح، پوآرو، بانوی خوشگذران، فاتحان، پسران چرم‌پوش، شب‌زنده‌داری با بزن و بکوب، تعرض، جنگ ستارگان، سی و نه پله، جنگ‌جویان دروازه، دکتر هو، بتمن، مرد فیل‌نما، زهر، فالتی تاورز و رگتایم اشاره کرد.